# 沧湖
沧湖是一个位于中国湖北省蒲圻县的湖泊，面积约为8平方千米，平均水深约为1米。